# Suphisellus flavopictus
Suphisellus flavopictus is een keversoort uit de familie diksprietwaterkevers (Noteridae). De wetenschappelijke naam van de soort werd in 1889 gepubliceerd door Maurice Auguste Régimbart.